# Perigeo

Esquema de la órbita de un cuerpo alrededor de la Tierra.

Se denomina perigeo (del adjetivo griego περίγειος) al punto de la órbita elíptica que recorre un cuerpo natural o artificial alrededor de la Tierra, en el cual dicho cuerpo se halla más cerca de su centro. En el perigeo la velocidad orbital es la máxima de toda la órbita.
El punto opuesto, el más lejano al centro de la Tierra, se llama apogeo.
En el caso de un planeta orbitando el sol, se utilizan los términos análogos afelio y perihelio.